# Ruinerwold
Ruinerwold (Drents: Ruunerwold, 't Wold) is een dorp in de Nederlandse provincie Drenthe, behorende bij de gemeente De Wolden; het dorp telde in 2023 3.975 inwoners.

## Geschiedenis
Ruinerwold is een veenontginning ten noordoosten van Meppel, die in de Middeleeuwen is ontstaan. Nadat het moerassige gebied tussen Meppel en Ruinen in het begin van de 12e eeuw was geschonken aan de kerk (of het klooster?) van Ruinen, is het ontgonnen onder leiding van een door de bisschop van Utrecht aangestelde locator ("projectontwikkelaar"), Otto van Ruinen. Vermoedelijk was het huidige  Blijdenstein (= 'Goede Plek') het beginpunt, hoewel dit tegenwoordig buiten de bebouwde kom van het dorp ligt. Op die plek werd later ook een kerk gebouwd. Tevens legden de monniken een dijk door het moeras aan die tot op heden de weg van Ruinen naar Meppel vormt, te herkennen aan verscheidene namen voor deze weg als Dijkhuizen en Wolddijk. 
Ruinerwold is voortgekomen uit Buddingewold en Haakswold. Beide behoorden als zelfstandige schoutambten tot de heerlijkheid Ruinen. Kerkelijk vielen zij onder Blijdenstein.
Pas in de 18e eeuw is het dorp de naam Ruinerwold gaan dragen. Van oorsprong is het een typisch streekdorp, maar na de Tweede Wereldoorlog heeft zich door nieuwbouwwijken een echte dorpskern ontwikkeld.
Ruinerwold was de eerste Drentse gemeente met een gemeentehuis. Dit pand werd in 1849 in gebruik genomen. In 1903 werd dit vervangen door een nieuw gemeentehuis.
Vanaf 1870 tot en met 1933 had Ruinerwold ook een spoorwegstation gelegen nabij Blijdenstein. Hier vond op 3 januari 1888 een treinramp plaats.
Ruinerwold was tot de gemeentelijke herindeling op 1 januari 1998 de hoofdplaats van de gelijknamige zelfstandige gemeente, waartoe ook de dorpen en gehuchten Oosteinde, Berghuizen, Weerwille, Haakswold, Kraloo, Blijdenstein Broekhuizen en Buitenhuizen behoorden. Het gehucht Tweeloo werd al in 1942 bij de gemeente Meppel gevoegd. Bij de gemeentelijke herindeling van 1 januari 1998 werd ook Broekhuizen bij Meppel gevoegd. Sinds de gemeentelijke herindeling is Ruinerwold deel van de gemeente De Wolden.
Inwoners van Ruinerwold worden ook wel 'Spekbraanders' genoemd. Dit in verband met de vele varkenshouderijen en biggenfokkerijen die vroeger in Ruinerwold aanwezig waren.
Ruinerwold kwam in oktober 2019 wereldwijd in het nieuws: op een boerderij net buiten Berghuizen woonde een vader met zes volwassen kinderen, die samen in afzondering wachtten op het Einde der Tijden. In 2021 zond BNNVARA de documentaire De kinderen van Ruinerwold van Jessica Villerius uit. Vier kinderen verlieten de boerderij al eerder op eigen gelegenheid. Ondanks verschillende beschuldigingen oordeelde de rechter dat de vader niet terecht kon staan, omdat zijn zwakke gezondheid een eerlijk proces in de weg staat. In 2021 heeft de documentaire de Gouden Televizier-ring mogen ontvangen.

## Ligging
Omliggende plaatsen zijn Meppel, Oosteinde, Rogat, Havelte en Ruinen. Langs Ruinerwold stromen de riviertjes de Wold Aa en de Oude Vaart. De omgeving bestaat uit een weidelandschap met kenmerkende smalle strookverkaveling. Op een klein aantal stroken is bos aangeplant.

## Bezienswaardigheden
- Ruinerwold telt 29 rijksmonumenten en 14 provinciale monumenten.
- De Hervormde kerk, die buiten het dorp in de buurtschap Blijdenstein staat. De kerk dateert uit de 13e eeuw, in de 15e en 16e eeuw is de kerk verbouwd en vergroot.
- Het voormalige gemeentehuis aan Dijkhuizen is in 1903 in neorenaissancestijl herbouwd, onder architectuur van Gerhardus Otten.
- In het parkje aan Dijkhuizen is het beeld 'Boenende Boerin' te zien. Het bronzen beeld is vervaardigd door Bert Kiewiet.
- Ruinerwold telt een groot aantal monumentale boerderijen, waarvan er twee als museumboerderij zijn ingericht: aan de Dokter Larijweg staat De Karstenhoeve uit de zeventiende eeuw en aan het Boerpad staat Van Bovendijk, een nog in gebruik zijnde klassieke boerderij.
- Aan de weg Haakswold naar Meppel is begin 20e eeuw op nummer 8 een opzichtige chinoiserie aan een 19e-eeuwse boerderij vast gebouwd als ouderwoning. Dorpstimmerman Klaas Smilde bouwde dit in opdracht van de eigenaar van de boerderij die het originele bouwwerk had gezien op de Wereldtentoonstelling van 1900 in Parijs en een ansichtkaart daarvan had meegebracht. Oorspronkelijk bevond zich ook een Chinees-Hollands bruggetje voor het huis, maar bij de verbreding van de weg Haakswold is dit verdwenen.[5]
- In april staan aan de Dokter Larijweg jaarlijks ongeveer 1300 perenbomen in bloei langs de oude boerderijen. Deze hoogstam perenbomen zijn van oude rassen zoals Winterjan, Zoete Brederode en Winter Rietpeer en de stoofperen worden de eerste zaterdag van oktober geveild aan de boom.
- Tussen de Dokter Larijweg en de Wolddijk bevindt zich de grootste grasdrogerij van Nederland.
- Ten zuidwesten van buurtschap Blijdenstein bevindt zich langs de Wold Aa een volgelopen voormalige zandafgraving die nu functioneert als recreatieplas genaamd de Engelgaarde.

## Voorzieningen
Ruinerwold heeft een groot aantal voorzieningen, waaronder een bibliotheek, een openbare en een christelijke basisschool, een sporthal met sportvelden, een supermarkt met postagentschap, een tankstation, een huisartsenpraktijk, twee kerken en verschillende andere winkels en bedrijven en enkele horecagelegenheden, waaronder ook een uitgaanscentrum en meerdere campings. Het voormalige zwembad tussen Ruinerwold en Koekange is omgebouwd tot forellenvisvijvers met minicamping.

## Verenigingen
- Voetbal Vereniging Ruinerwold
- Korfbal Vereniging KIOS Ruinerwold
- Tennisclub 't Wold
- Volleybalclub VCR
- Badmintonclub Ruinerwold
- Gymnastiekvereniging T.O.V.O.S.
- IJsvereniging Ruinerwold
- Loopgroep Ruinerwold '88
- Paardensportvereniging De Woldruiters
- Schietvereniging [De Losse Flodder]

## Evenementen

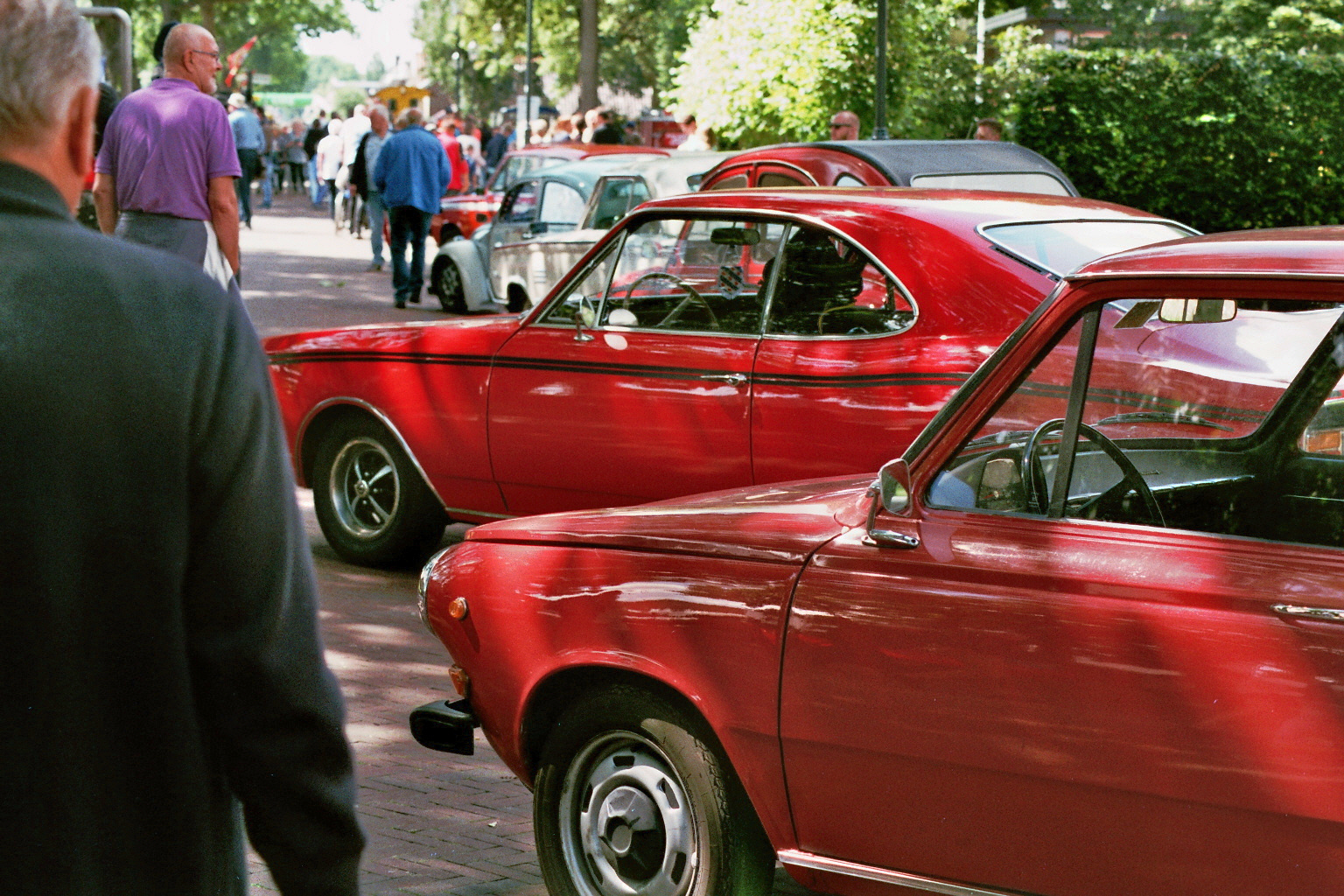
Oldtimerdag Ruinerwold 2017

Een sinds 1993 jaarlijks terugkerend evenement in Ruinerwold is de oldtimerdag op de derde zaterdag in augustus. Er zijn ruim 1600 verschillende oldtimers te zien in 11 verschillende categorieën zoals brommers, motoren, fietsen, auto's, vrachtwagens en tractoren. De voertuigen maken ook een rondrit door de regio. Jaarlijks bezoeken ruim 25.000 mensen de oldtimerdag. 
Op de eerste zaterdag van oktober worden de stoofperen van de perenbomen aan de Dokter Larijweg geveild. Vanaf 09:00 uur trekt de veilingmeester langs de ruim 1200 bomen en verkoopt de opbrengst per opbod. De hoogste bieder mag daarna aan de slag om de stoofperen uit de oude hoogstam fruitbomen te plukken. Sinds een aantal jaren vindt die dag ook het Stoofperenfeest plaats: op diverse erven langs de Dokter Larijweg staan leuke streekeigen kramen en activiteiten.  
Ook het jaarlijkse dorpsfeest is een van de evenementen die in Ruinerwold worden georganiseerd. Een traditioneel onderdeel hiervan is de optocht van versierde wagens.

## Verkeer en vervoer
Ruinerwold is bereikbaar vanaf de provinciale wegen N371 en de N375. Het dorp wordt bediend door buslijn 32 van Qbuzz: Hoogeveen - Pesse - Ruinen - Ruinerwold - Meppel.

## Geboren in Ruinerwold
- Jacob Hendriks Brouwer (1760-1826), burgemeester
- Klaas Buiten (1864-1937), burgemeester
- Pieter Alberts Derks (1833-1898), burgemeester van Havelte
- Jan Gunnink (1894-1954), verzetsstrijder in de Tweede Wereldoorlog
- Jacob Kraal (1914-1944), verzetsstrijder in de Tweede Wereldoorlog
- Magreet Moret-Wessels Boer (1939), grootgrondbezitster
- Jan Pastoor (1935-2019), burgemeester en politicus
- Albert Polman (1902-1959), arts en hoogleraar antropogenetica aan de Rijksuniversiteit Groningen
- Johan II van Raesfelt (na 1572, vóór 1592 - 1648), Twents edelman, vanaf 1604 tot zijn dood heer van Twickel en drost van Twente en Haaksbergen
- Frits Slomp (1898-1978), predikant en verzetsstrijder in de Tweede Wereldoorlog
- Theo Stuivinga (1880-1959), Nederlands architect
- Jan Wessels Boer (burgemeester) (1903-1957), burgemeester van Dalen

## Bekende (voormalige) inwoners
- Martinus Johannes Bosma, burgemeester
- Roel Cazemier, burgemeester en bestuurder
- Alexander Curly, Nederlands zanger
- Israel van Dorsten, schrijver
- Carlo Kroon, beeldend kunstenaar
- Jan Timen Nijsingh, burgemeester
- Jan Versteegt, weerman